# Empis vicaria
Empis vicaria är en tvåvingeart som beskrevs av Frey 1935. Empis vicaria ingår i släktet Empis och familjen dansflugor. Inga underarter finns listade i Catalogue of Life.